# Сарі-Бейґлуй-є-Мусі
Сарі-Бейґлуй-є-Мусі (перс. ساری‌بیگلوی موسی) — село в Ірані, входить до складу дехестану Барандуз у Центральному бахші шахрестану Урмія провінції Західний Азербайджан.